# Patersdorf

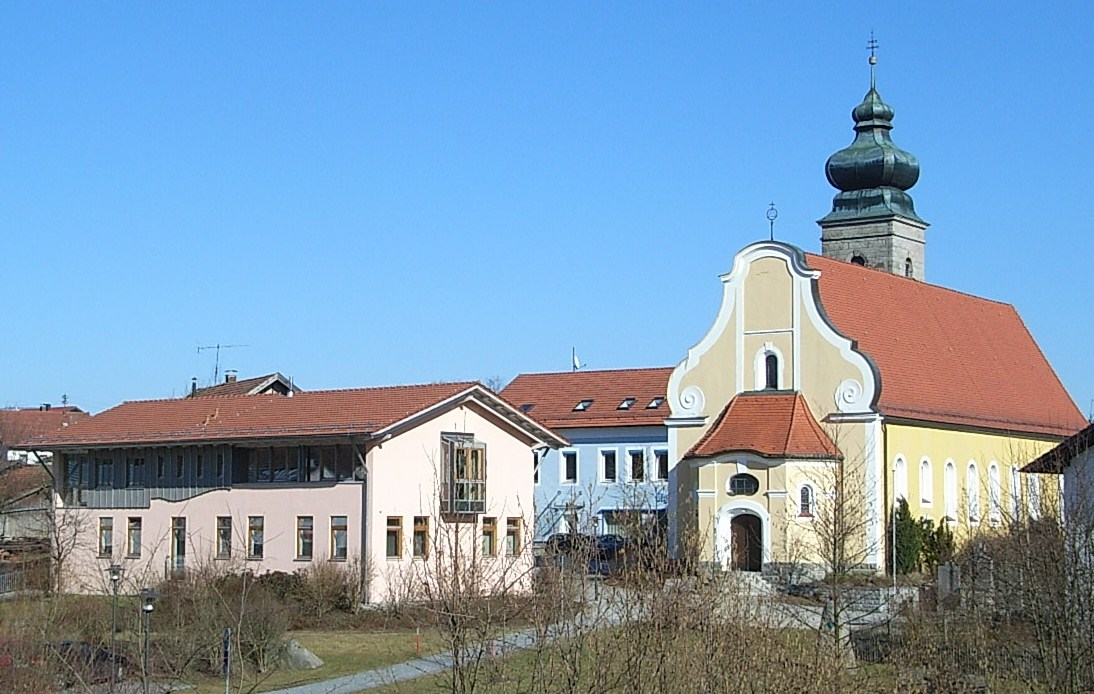
Rathaus (links) und katholische Pfarrkirche St. Martin

Patersdorf ist eine Gemeinde im niederbayerischen Landkreis Regen inmitten des Bayerischen Waldes. Das gleichnamige Pfarrdorf ist Sitz der Gemeindeverwaltung.

## Geografie

### Geografische Lage
Patersdorf liegt in der Region Donau-Wald im Teisnachtal mitten im Naturpark Bayerischer Wald direkt am Schnittpunkt der Bundesstraßen 11 und 85 etwa elf Kilometer südöstlich von Viechtach, 22 km nördlich von Deggendorf, 13 km nordwestlich der Kreisstadt Regen sowie 23 km von Zwiesel entfernt. Patersdorf verfügt über einen Haltepunkt der Regentalbahn AG an der Bahnstrecke Gotteszell–Viechtach.

### Gemeindegliederung
Es gibt 28 Gemeindeteile (in Klammern ist der Siedlungstyp angegeben):
- Anger (Weiler)
- Bernwinkl (Einöde)
- Grünbach (Dorf)
- Haidenberg (Dorf)
- Hampermühle (Einöde)
- Handling (Dorf)
- Harthof (Einöde)
- Häuslern (Einöde)
- Hinterleuthen (Weiler)
- Irlach (Einöde)
- Knabenhof (Siedlung)
- Masselsried (Dorf)
- Mooshof (Weiler)
- Neumühle (Weiler)
- Patersdorf (Pfarrdorf)
- Perlesried (Einöde)
- Prenning (Einöde)
- Prünst (Dorf)
- Schön (Einöde)
- Schönberg (Dorf)
- Schwarzen (Weiler)
- Steineröd (Einöde)
- Sündweging (Weiler)
- Tradweging (Weiler)
- Weidwies (Einöde)
- Wildtier (Fabrik)
- Zottling (Einöde)
- Zuckenried (Dorf)

Es gibt nur die Gemarkung Patersdorf.

## Geschichte

### Bis zur ersten urkundlichen Erwähnung
Patersdorf gehörte zum Rentamt Straubing und zum Landgericht Viechtach.
Das heutige Gemeindegebiet dürfte etwa im 8. und 9. Jahrhundert besiedelt worden sein. Als Hauptbeweis dienen die Ortsnamen auf -dorf, die für diese Rodungszeit typisch sind.
Bereits aus dem 9. Jahrhundert stammen erste Hinweise auf eine Kirche in Patersdorf, mit dem Hl. Martin als Patron.
Eine erste urkundliche Erwähnung findet der Ort im sogenannten Herzogsurbar aus den Jahren 1301 und 1307.

### Einwohnerentwicklung
- 1961: 1519 Einwohner
- 1970: 1654 Einwohner
- 1987: 1699 Einwohner
- 1991: 1788 Einwohner
- 1995: 1812 Einwohner
- 2000: 1782 Einwohner
- 2005: 1830 Einwohner
- 2010: 1774 Einwohner
- 2015: 1672 Einwohner
- 2020: 1745 Einwohner

## Politik

### Gemeinderat
Das knappe Ergebnis der Gemeinderatswahlen 2020 machte eine Nachzählung der Stimmen erforderlich. Damit ergaben sich seit 2014 folgende Stimmenanteile und Sitzverteilungen:
| Partei/Liste                         | 2020  | 2020  | 2014  | 2014  |
| Partei/Liste                         | %     | Sitze | %     | Sitze |
| ------------------------------------ | ----- | ----- | ----- | ----- |
| CSU                                  | 29,86 | 4     | 39,90 | 5     |
| SPD                                  | 15,79 | 2     | 19,05 | 2     |
| Unabhängige Wählervereinigung:       | 29,83 | 3     | 21,76 | 3     |
| Freie Wählergemeinschaft Bürgerblock | 24,52 | 3     | 19,29 | 2     |

### Bürgermeister
Bei der Wahl des Ersten Bürgermeisters am 26. September 2021 erhielt Adolf Muhr (SPD) 53,71 Prozent der Stimmen. Von 1. Mai 2020 bis 30. Juni 2021 war Günther Strenz (FW „Bürgerblock“") im Amt, der sich in der Stichwahl am 29. März 2020 mit 60,1 Prozent gegen Richard Kauer (FW) durchsetzte. Der Rücktritt von Strenz machte die Neuwahl im September 2021 erforderlich. In der Zwischenzeit wurden die Amtsgeschäfte durch den 2. Bürgermeister Markus Weiß geführt.
Von 2008 bis 2020 war Willi Dietl (CSU) Bürgermeister von Patersdorf, 2014 wiedergewählt mit 90,52 % der Stimmen. Vorher war Franz Plötz 18 Jahre lang Bürgermeister.

### Finanzen
Die Gemeindesteuereinnahmen betrugen im Jahr 2020 1,65 Millionen Euro. Im Jahr 2022 erzielte Patersdorf Einnahmen aus der Gewerbesteuer in Höhe von 0,86 Millionen Euro. Mit einem Gewerbesteuerhebesatz von 360 % zählt die Gemeinde zu den steuerlich attraktiveren Standorten Deutschlands. Patersdorf ist etwa steuerlich deutlich günstiger als die Landeshauptstadt München (Gewerbesteuerhebesatz 490 %).

### Wappen
| Wappen von Patersdorf | Blasonierung: „In Blau unter einem erhöhten silbernen Göpel und über aufgeschichteten Granitblöcken schräg gekreuzt ein goldener Pfeil und ein goldenes Schwert.“ |
| Wappen von Patersdorf | Wappenbegründung: Das alte heraldische Zeichen des „Göpels“ symbolisiert im Wappen von Patersdorf das Zusammentreffen zweier wichtiger Bundesstraßen, die Patersdorf zu einem lokalen Verkehrsknotenpunkt machen. Schwert und Pfeil verweisen auf die Pfarrkirche. Sie ist dem hl. Martin geweiht (Attribut: Schwert) und besitzt eine alte Wallfahrt zum hl. Sebastian (Attribut: Pfeil). Die Granitblöcke im unteren Teil des Schildes beziehen sich auf die Steinbrüche im Gemeindegebiet (Granitindustrie) und auf das Naturdenkmal des Pfahls. Die Silber-Blau-Tingierung erinnert daran, dass Patersdorf immer Teil des Herzogtums und Kurfürstentums Bayern war (Landgericht Viechtach). |

## Kultur und Sehenswürdigkeiten
- Naturerlebnispfad "Panoramablick"
- Pfarrkirche St. Martin. Sie wurde 1723 erbaut und hat einen spätgotischen Chor sowie einen Turm von 1893. Die Ausstattung ist einheitlich im Stil des Rokoko.

## Statistik
Es gab 1998 nach der amtlichen Statistik im Bereich der Land- und Forstwirtschaft sechs, im produzierenden Gewerbe 175 und im Bereich Handel und Verkehr 40 sozialversicherungspflichtig Beschäftigte am Arbeitsort. In sonstigen Wirtschaftsbereichen waren am Arbeitsort 26 Personen sozialversicherungspflichtig beschäftigt. Sozialversicherungspflichtig Beschäftigte am Wohnort gab es insgesamt 574. Im verarbeitenden Gewerbe gab es drei Betriebe, im Bauhauptgewerbe drei Betriebe. Zudem bestanden im Jahr 1999 57 landwirtschaftliche Betriebe mit einer landwirtschaftlich genutzten Fläche von 749 ha, davon waren 119 ha Ackerfläche und 629 ha Dauergrünfläche.

## Infrastruktur

### Verkehr
Patersdorf liegt an den Bundesstraßen 11 (Europastraße 53) von Bayerisch Eisenstein nach Deggendorf und 85 von Cham nach Passau.
Östlich des Ortes befindet sich ein Haltepunkt an der Bahnstrecke Gotteszell–Viechtach.

### Bildung
Es gibt folgende Einrichtungen
- Kindergarten mit zwei Vormittags- und einer Nachmittagsgruppe
- Grundschule mit Klassen 1 bis 4

### Sport
Die Fußballmannschaft SpVgg Patersdorf wurde 2011 Meister der A-Klasse Viechtach/Kötzting und stieg damit in die Kreisklasse auf.
Der Wintersportverein WSV Patersdorf sorgt im Sommer mit dem Lauftreff sowie im Winter mit Skigymnastik sowie dem Präparieren der Langlaufloipen in Schön und im Bereich des Grünbaches im Gemeindegebiet für die Möglichkeit der sportlichen Freizeitgestaltung. Zusätzlich wird aktiv im Nachwuchsbereich alpines Renntraining betrieben.

## Persönlichkeiten
- Johann Müller (* 1959), Politiker